# Rendalen
Rendalen er en kommune i Innlandet fylke i Norge.
Den grænser i nordvest til Alvdal og Tynset, i nord til Tolga, i øst til Engerdal, i syd til Trysil og Åmot, og i vest til Stor-Elvdal. Højeste punkt er Midtre Sølen der er 1.755 moh. Kommunen havde i 2019 1.784 indbyggere.
Rendalen kommune omfatter det meste af Rendalen, der er en sidedal til Østerdalen. Kommunen omfatter desuden den nordlige del af Storsjøen, store fjeldområder øst for Rendalen og en mindre del af selve Østerdalen. Naturen er karrig med meget sandgrund og fyrreskov. Kommunen er 3 174 km² stor, og er dermed Syd-Norges største i udstrækning. Nærmeste større kommune er Røros i nord og Elverum i syd.
Hovederhverv er landbrug og skovbrug, men også turisterhvervet er ved at få betydning. På Renåfjeldet er der hurtigt voksende hytteområder og alpinanlæg. Seværdigheder i Rendalen er blandt andet Jutulhogget, Bull-museet, Fiskevollen og Sølen.
Kommunen har tre byer: Bergset, Otnes og Åkrestrømmen. Mindre bosættelser er Hanestad (ved Glomma), Unset, Elvål, Finstad, Hornset, Åkre, Sjølisand.
Kommunen svarer til Rendalen prestegjeld. Det er fire kirker i kommunen: Hanestad, Bergset, Ytre Rendal (på Otnes) og Sjøli.

## Kultur

### Dialekt
På grund af sin isolerede beliggenhed udviklede rendølene (folk fra Rendalen) en særegen dialekt som var så godt som uforståelig for alle andre end rendølene selv. Dialekten havde flere hundrede særegne ord og udtryk, kasusbøjning, flere vokaler end i almindelig norsk og et klare fonetiske forskelle. Ordlister og manuskripter skrevet på dette underlige «sprog» er bevaret, men som talesprog uddøde det før 2. verdenskrig til fordel for en mere moderat østerdalsdialekt.

### Tusenårssted
Kommunens tusenårssted er «Pilegrimstenen» eller «Åkrestenen» som den hedder, ved Fagertun skole i Åkre. Åkrestenen er to meter høj og et af de håndfaste minder kommunen har om pilgrimmene.
Efter traditionen skal korset som er ridset ind være fremkommet ved at den enkelte vandrer tegnede med vandrestaven, om var forsynet med jernpig. Handlingen skulle bringe lykke på færden.
Stenen har også en indskrift, «ML», som har usikker betydning. Den har været tolket som årstallet 1050, det vil sige kun 19 år efter at Olav Haraldsson blev helgenkåret. Andre mener, at bogstaverne betyder «midleidis» – midtvejs, i den betydning at Åkre ligger omtrent midt mellem Oslo og Trondheim.
Oprindelig skal der have været fire sådanne sten.